# SK Union Čelákovice
SK Union Čelákovice je český fotbalový klub z Čelákovic, kde dospělí hrají I. A třídu Středočeského kraje – sk. B.
Tento klub má i mládežnickou základnu. Mladší a starší dorost - ten hraje krajský přebor, mladší a starší žáky - ti hrají též krajský přebor. Přípravka působí v okresním přeboru přípravek a minikopaná v okresním přeboru minikopaných.

## Historie
První klub, který vznikl v Čelákovicích, byl v roce 1921 SK Union Čelákovice. O 3 roky později z něj odešla skupina hráčů a založila druhý čelakovický klub SK Čelákovice. Nikdy se ovšem nekonalo derby mezi SK a Unionem. SK Čelákovice hráli od roku 1953 do roku 1968 nepřetržitě druhou českou nejvyšší soutěž. Union se v té době pohyboval na úrovních okresu.
Vzestup Unionu přišel až po letech čekání a to v roce 1992, kdy díky Ing. Tanglovi přichází do klubu několik dobrých funkcionářů. Union postupně překonává okresní i krajské soutěže a v roce 1997 konečně postupuje do divize. V roce 1999 dochází v klubu SK Čelákovice k ekonomickým problémům. Z těchto důvodů se musí sloučit s Unionem. Ještě v témže roce postupují Čelákovice do 4. kola Poháru ČMFS a to přes ligovou Marilu Příbram (dnes 1.FK Příbram).
Přichází rok 2001. V Unionu působí trenérská dvojice Bielik-Jarolím se kterou Union postupuje do ČFL. Sezonu 2001/2002 dokončuje na předposledním místě a sestupuje zpět do divize.

## Historické názvy
- 1921–2020 SK Union Čelákovice (Sportovní klub Union Čelákovice)

## Umístění v jednotlivých sezonách
Stručný přehled
- 2004–2005: Divize C
- 2005–2006: Divize B
- 2006–2007: Přebor Středočeského kraje
- 2007–2008: Divize C
- 2008–2013: Divize B
- 2013–2014: Přebor Středočeského kraje
- 2014–2023: I. A třída Středočeského kraje – sk. B
- 2023–2024: I. B třída Středočeského kraje – sk. B
- 2024–2025: I. B třída Středočeského kraje – sk. C
- 2025–: I. A třída Středočeského kraje – sk. B

Jednotlivé ročníky
Legenda: Z - zápasy, V - výhry, R - remízy, P - porážky, VG - vstřelené góly, OG - obdržené góly, +/- - rozdíl skóre, B - body, červené podbarvení - sestup, zelené podbarvení - postup, fialové podbarvení - reorganizace, změna skupiny či soutěže
| Česko (2004– ) |                                        |        |    |    |    |    |    |    |     |    |        |
| Sezóny         | Liga                                   | Úroveň | Z  | V  | R  | P  | VG | OG | +/- | B  | Pozice |
| 2004/05        | Divize C                               | 4      | 30 | 15 | 5  | 10 | 47 | 42 | +5  | 50 | 4.     |
| 2005/06        | Divize B                               | 4      | 30 | 9  | 9  | 12 | 37 | 42 | -5  | 36 | 13.    |
| 2006/07        | Přebor Středočeského kraje             | 5      | 30 | 23 | 4  | 3  | 98 | 24 | +74 | 73 | 1.     |
| 2007/08        | Divize C                               | 4      | 30 | 11 | 3  | 16 | 35 | 51 | -16 | 36 | 12.    |
| 2008/09        | Divize B                               | 4      | 30 | 13 | 5  | 12 | 52 | 36 | +16 | 4  | 6.     |
| 2009/10        | Divize B                               | 4      | 30 | 10 | 6  | 14 | 34 | 50 | +16 | 36 | 11.    |
| 2010/11        | Divize B                               | 4      | 30 | 10 | 5  | 15 | 35 | 48 | -13 | 35 | 13.    |
| 2011/12        | Divize B                               | 4      | 30 | 8  | 6  | 16 | 39 | 68 | -29 | 30 | 13.    |
| 2012/13        | Divize B                               | 4      | 30 | 2  | 2  | 26 | 24 | 96 | -72 | 8  | 16.    |
| 2013/14        | Přebor Středočeského kraje             | 5      | 30 | 5  | 4  | 21 | 44 | 76 | -32 | 19 | 15.    |
| 2014/15        | I. A třída Středočeského kraje – sk. B | 6      | 30 | 7  | 4  | 19 | 54 | 83 | -29 | 25 | 13.    |
| 2015/16        | I. A třída Středočeského kraje – sk. B | 6      | 30 | 7  | 10 | 13 | 44 | 72 | -28 | 34 | 13.    |
| 2016/17        | I. A třída Středočeského kraje – sk. B | 6      | 30 | 15 | 3  | 17 | 73 | 59 | +14 | 49 | 7.     |
| 2017/18        | I. A třída Středočeského kraje – sk. B | 6      | 30 | 13 | 5  | 12 | 63 | 51 | +12 | 45 | 11.    |
| 2018/19        | I. A třída Středočeského kraje – sk. B | 6      | 30 | 11 | 8  | 11 | 62 | 44 | +18 | 4  | 7.     |
| 2019/20        | I. A třída Středočeského kraje – sk. B | 6      | 16 | 4  | 3  | 9  | 18 | 30 | -12 | 16 | 14.    |
| 2020/21        | I. A třída Středočeského kraje – sk. B | 6      | 8  | 2  | 2  | 4  | 12 | 15 | -3  | 8  | 11.    |
| 2021/22        | I. A třída Středočeského kraje – sk. B | 6      | 30 | 12 | 2  | 16 | 86 | 95 | -9  | 38 | 10.    |
| 2022/23        | I. A třída Středočeského kraje – sk. B | 6      | 29 | 6  | 6  | 17 | 50 | 77 | -27 | 24 | 14.    |
| 2023/24        | I. B třída Středočeského kraje – sk. B | 7      | 26 | 13 | 2  | 11 | 60 | 54 | +6  | 41 | 4.     |
| 2024/25        | I. B třída Středočeského kraje – sk. C | 7      | 26 | 16 | 5  | 5  | 72 | 35 | +37 | 53 | 2.     |

Poznámky:
- 2019/20: Sezona nedohrána kvůli pandemii covidu-19.
- 2020/21: Sezona nedohrána kvůli pandemii covidu-19.